# La Tour-de-Trême

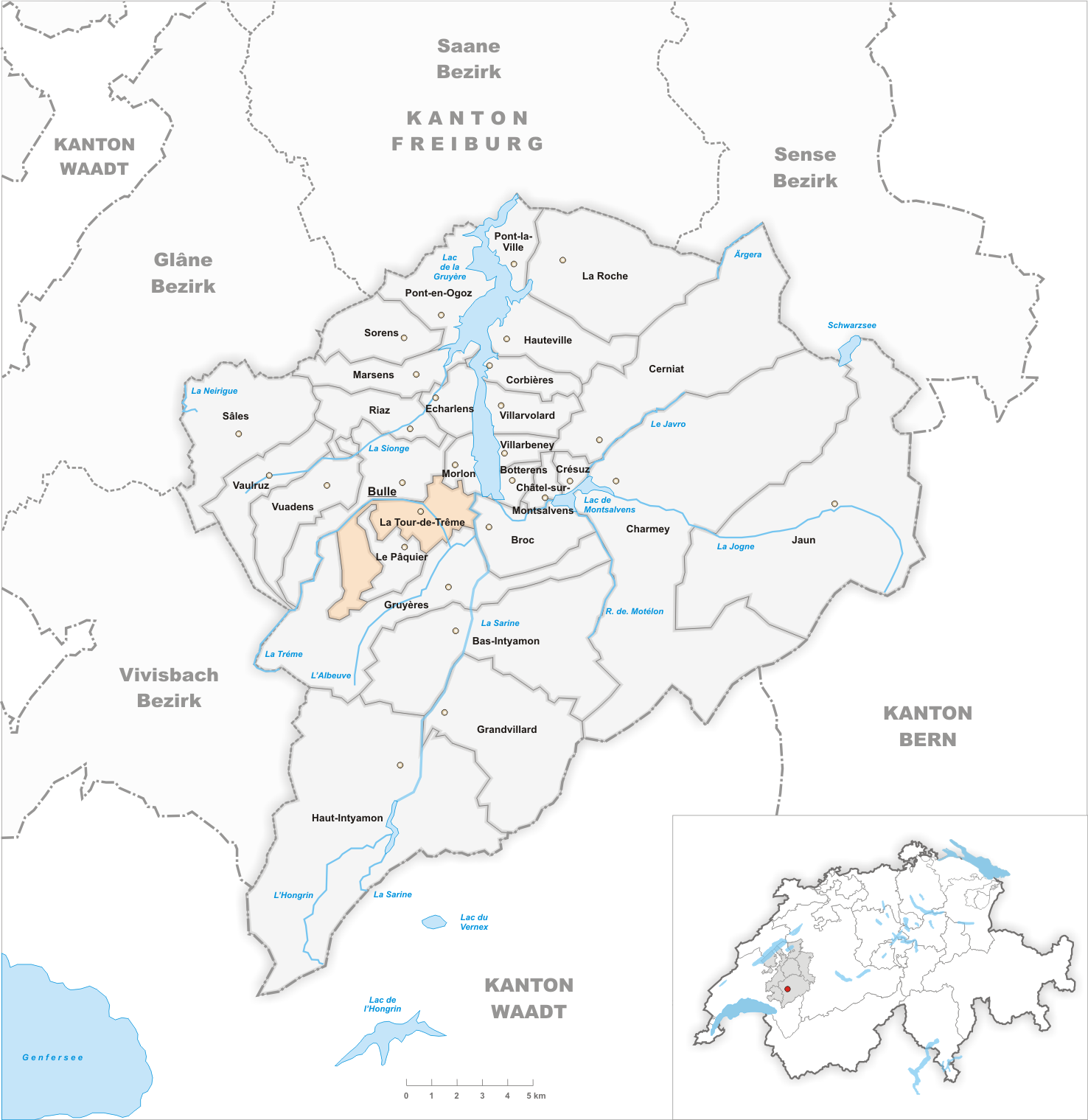
Gemeindestand vor der Fusion am 1. Dezember 2006

La Tour-de-Trême (Freiburger Patois La Touaⓘ) ist ein Ort in der Gemeinde Bulle im Greyerzbezirk des Kantons Freiburg in der Schweiz. Der frühere deutsche Name Zum Turm wird heute nicht mehr verwendet.

## Geographie
La Tour-de-Trême liegt auf 743 m ü. M., einen Kilometer südöstlich des Bezirkshauptortes Bulle (Luftlinie). Das Dorf erstreckt sich auf der südlichen Seite des Schwemmkegels der Trême, am Nordfuss des Massivs des Moléson, im Becken von Bulle westlich der Saane (französisch: Sarine).
Die Fläche des 11,4 km² grossen, ehemaligen Gemeindegebiets umfasste einen Abschnitt des Beckens von Bulle im freiburgischen Alpenvorland. Die östliche Grenze verlief entlang der leicht in die Schotterebene eingetieften Saane, kurz vor ihrer Mündung in den Stausee Lac de la Gruyère. Von der Saane erstreckte sich der Gemeindeboden westwärts und umfasste das ausgedehnte Waldgebiet Bois de Bouleyres, den Waldhügel Sautaux (764 m ü. M.) sowie die Fläche von La Tour-de-Trême. Hier bildete stets der Wildbach Trême die Nordgrenze gegen Bulle. In einem schmalen Zipfel reichte das Gebiet nach Südwesten auf die bewaldeten, teils mit Weiden bestandenen nördlichen Vorberge des Moléson. Auf der Höhe oberhalb der Alp Les Maulatreys wurde mit 1384 m ü. M. der höchste Punkt von La Tour-de-Trême erreicht. Von der ehemaligen Gemeindefläche entfielen 1997 9 % auf Siedlungen, 38 % auf Wald und Gehölze, 52 % auf Landwirtschaft, und etwas mehr als 1 % war unproduktives Land.
Zu La Tour-de-Trême gehören der ehemalige Weiler Les Granges (783 m ü. M.) am Rand der Ebene, heute zu einer Wohnsiedlung ausgebaut, sowie zahlreiche Einzelhöfe. Nachbargemeinden von La Tour-de-Trême waren Bulle, Morlon, Broc, Gruyères und Le Pâquier.

## Bevölkerung
Mit 3630 Einwohnern (Ende 2005) gehörte La Tour-de-Trême zu den grösseren Gemeinden des Kantons Freiburg. Von den Bewohnern sind 86,8 % französischsprachig, 5,0 % portugiesischsprachig und 2,5 % deutschsprachig (Stand 2000). Die Bevölkerungszahl von La Tour-de-Trême belief sich 1900 auf 1063 Einwohner. Danach nahm die Bevölkerung bis 1960 langsam aber kontinuierlich auf 1787 Einwohner zu. Anschliessend wurden besonders während der 1960er-Jahre und seit 1980 deutliche Bevölkerungszunahmen verzeichnet. Heute ist das Siedlungsgebiet von La Tour-de-Trême lückenlos mit demjenigen von Bulle zusammengewachsen.
Einwohnerzahlen: Volkszählungsdaten

## Wirtschaft
La Tour-de-Trême war bis zu Beginn des 20. Jahrhunderts ein vorwiegend durch die Landwirtschaft geprägtes Dorf. Heute bietet das Dorf rund 750 Arbeitsplätze an. Mit 8 % der Erwerbstätigen, die noch im primären Sektor beschäftigt sind, hat die Landwirtschaft nur noch einen geringen Stellenwert in der Erwerbsstruktur der Bevölkerung. Etwa 50 % der Erwerbstätigen sind im industriellen Sektor tätig, während der Dienstleistungssektor 42 % der Arbeitskräfte auf sich vereinigt (Stand 2001).
Die Landwirtschaft konzentriert sich heute auf die Viehzucht und die Milchwirtschaft sowie in geringerem Mass auf den Ackerbau. Auch die Forstwirtschaft spielt eine gewisse Rolle. In La Tour-de-Trême sind zahlreiche kleinere und mittlere Unternehmen ansässig. Die Industrie- und Gewerbezonen befinden sich am südöstlichen Dorfausgang an der Strasse nach Gruyères. Hier haben sich Betriebe des Metallbaus, des Bau- und Transportgewerbes, eine Weinhandlung sowie Maurer-, Schreiner- und Malerwerkstätten niedergelassen.
In den letzten Jahrzehnten hat sich das Dorf dank der attraktiven Lage am Eingang in das obere Saanetal auch zu einer Wohngemeinde entwickelt. Zahlreiche Erwerbstätige sind deshalb Wegpendler, die in Bulle oder teilweise in den Regionen Freiburg und Vevey-Montreux arbeiten.

## Verkehr
La Tour-de-Trême ist verkehrstechnisch gut erschlossen. Es liegt an der ehemaligen Hauptstrasse von Bulle nach Château-d’Oex, von der südlich des Dorfes die Strasse nach Broc und zum Jaunpass abzweigt. La Tour-de-Trême war deswegen starkem Durchgangsverkehr ausgesetzt. Seit dem 11. Dezember 2009 können La Tour-de-Trême und Bulle über eine Ortsumfahrung (H 189) umgangen werden, die das Dorf wirksam vom Transitverkehr entlastet. Der nächste Anschluss an die Autobahn A12, die seit 1981 von Bern bis Vevey durchgehend geöffnet ist, befindet sich rund 4 km vom Ortskern entfernt.
Am 23. Juli 1903 wurde die Eisenbahnlinie von La Tour-de-Trême nach Montbovon in Betrieb genommen. Die nördliche Fortsetzung von La Tour-de-Trême nach Bulle wurde erst gut ein Jahr später, am 21. September 1904 eingeweiht. Die Eröffnung der Eisenbahnlinie von Bulle nach Broc, an der auch der Bahnhof liegt, erfolgte am 24. Juni 1912. Für die Feinverteilung im öffentlichen Verkehr sorgen Buslinien der Transports publics Fribourgeois.

## Geschichte

Historisches Luftbild von Werner Friedli von 1964

Die erste urkundliche Erwähnung des Ortes erfolgte 1271. La Tour-de-Trême gehörte seit dem Mittelalter zur Grafschaft Greyerz und wurde unter den Grafen zu einem befestigten Marktflecken mit Ringmauer und Toren ausgebaut. Der Ort besass auch ein Schloss, das im Jahr 1349 während des Grüningerkriegs von den Bernern zerstört wurde. Heute ist nur noch der Turm erhalten, der dem Ort seinen Namen gab. Auch der Bischof von Lausanne hatte Grundbesitz auf dem Gemeindegebiet. Unter der Grafschaft Greyerz bildete das Dorf eine Kastlanei, zu der auch Le Pâquier gehörte.
Nachdem die Grafen von Greyerz 1554 Konkurs gingen, kam La Tour-de-Trême 1555 an Freiburg und wurde der Vogtei Greyerz zugeteilt. Nach dem Zusammenbruch des Ancien Régime (1798) gehörte das Dorf zunächst zur Präfektur und ab 1848 zum Bezirk Greyerz. La Tour-de-Trême besass lange Zeit gemeinsame Fluren mit dem Nachbardorf Le Pâquier. Erst 1827 fand die endgültige Güteraufteilung statt, was zum komplizierten Grenzverlauf zwischen den beiden Gemeinden führte. Aufgrund der zahlreichen Brände und Überschwemmungen durch den Wildbach Trême wurde der Marktflecken mehrfach schwer in Mitleidenschaft gezogen, weshalb heute von der alten Anlage kaum mehr etwas sichtbar ist.
Am 26. September 2004 votierten die Stimmberechtigten von La Tour-de-Trême mit einem Ja-Anteil von 56 % für die Fusion mit der Nachbarstadt Bulle. Die Eingemeindung nach Bulle wurde am 1. Januar 2006 rechtskräftig.

## Sehenswürdigkeiten

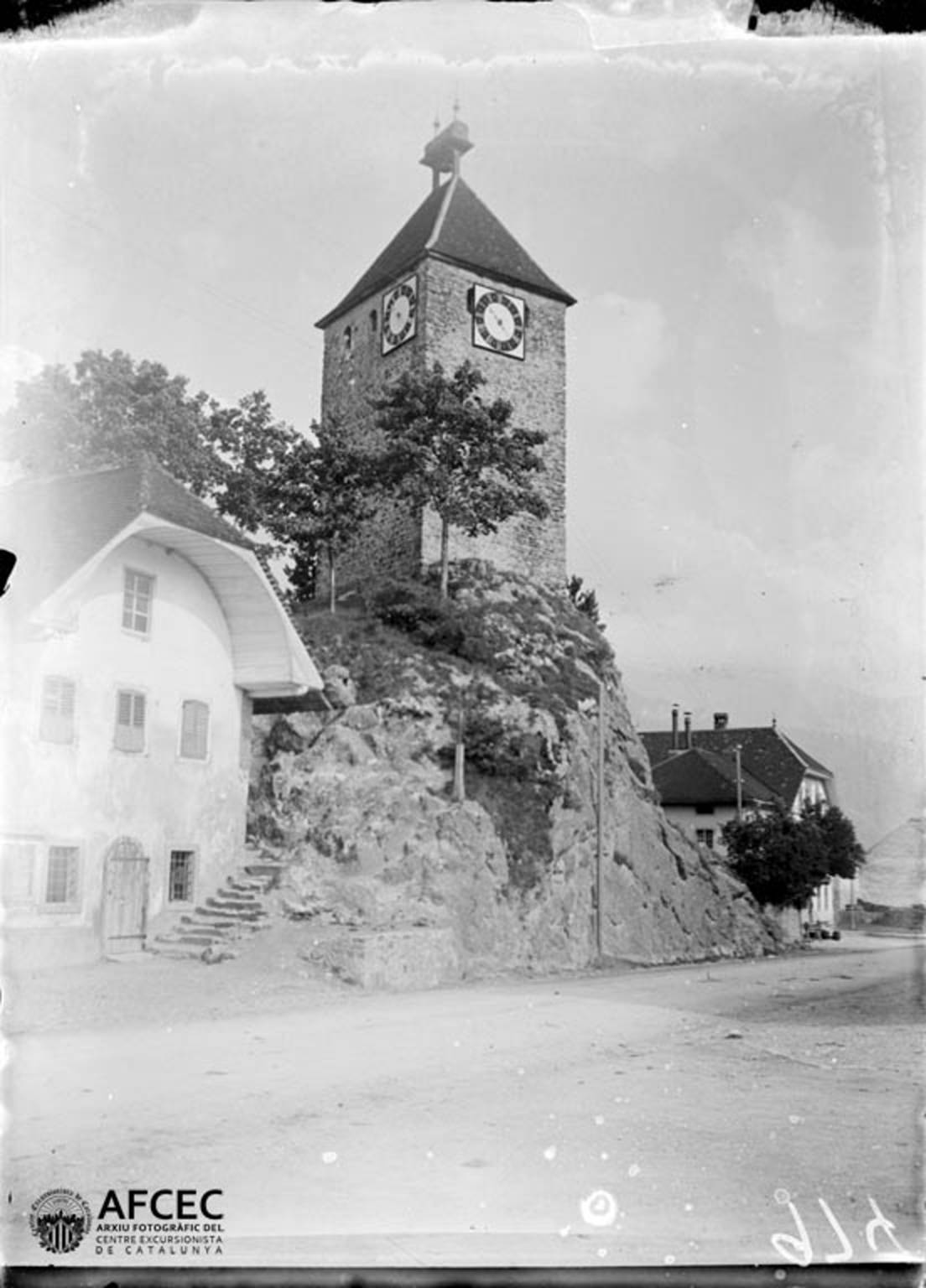
Turm von La Tour-de-Trême (aufgenommen zwischen 1880 und 1926)

Auf einem kleinen Felshügel steht der massive viereckige Turm von La Tour-de-Trême, der im 13. Jahrhundert von den Grafen von Greyerz zur Verteidigung des Marktfleckens erbaut wurde. Der Turm ist 13 m hoch und weist bis zu 2 m mächtige Steinmauern auf. Er ist das Überbleibsel des einstigen, 1349 zerstörten Schlosses von La Tour-de-Trême. Im Ortskern sind noch einige Häuser aus dem 16. bis 19. Jahrhundert erhalten.

## Persönlichkeiten
- Pierre Sciobéret, Lyriker
- Louis Bornet, Lyriker
- Christian Levrat, Politiker